# João Paulo (nome)
João Paulo é um nome masculino composto pelo nome hebraico João e pelo nome romano Paulo. Hoje é mais comum entre os franceses (em francês: Jean-Paul), espanhóis (em espanhol: Juan Pablo) e italianos (em italiano: Giampaolo ou Giovanni Paolo).
O primeiro componente, João, tem raízes hebraicas, derivando do termo Yohanan, que se traduz como "Deus é gracioso", o segundo por sua vez, Paulo origina-se do latim Paulus, que significa "pequeno" ou "humilde".
O nome João Paulo ganhou notoriedade especialmente após a ascensão do Papa João Paulo II, que ocupou o papado de 1978 a 2005. Sua figura carismática e seu papel ativo em questões sociais, políticas e espirituais deixaram uma marca indelével na Igreja Católica e no mundo. 
Um dos ilustres de nome "Jean-Paul" é o filósofo e escritor Jean-Paul Sartre, cuja influência transcende as fronteiras da filosofia e da literatura. Sua obra não apenas moldou o pensamento filosófico do século XX, mas também impactou movimentos sociais e culturais, tornando-se um ícone da intelectualidade francesa.

## Personalidades
- Papa João Paulo I (1912–1978)
- Papa João Paulo II (1920–2005)
- João Paulo Guerra
- Jean-Paul Sartre
- Jean-Paul Marat
- Jean Paul
- Gian Paolo Lomazzo
- Jean-Paul Belmondo
- John Paul Jones